# Pigeon River (Oberer See)
Der Pigeon River bildet einen Abschnitt der Staatsgrenze zwischen den USA und Kanada westlich des Oberen Sees.
Er verläuft im US-Bundesstaat Minnesota sowie in der kanadischen Provinz  Ontario. Im vorindustrialisierten Zeitalter war der Fluss ein bedeutender Wasserweg für den Transport und Handel von Pelzen.

## Geographie
Der Pigeon River verlässt die Boundary Waters Canoe Area Wilderness in östlicher Richtung und erreicht nach 80 km den Oberen See. Der Pigeon River ist einer der größeren Zuflüsse des Oberen Sees an dessen Nordufer.

### Oberlauf
Der Pigeon River hat seinen Ursprung im Mountain Lake. Zu den Zuflüssen des Pigeon River gehört der Arrow River, der im South Lake entspringt. South Lake ist nur durch einen schmalen Isthmus vom North Lake getrennt, der zum Einzugsgebiet des Rainy River gehört. Dieser Isthmus ist Teil der Laurentinischen Wasserscheide und wird von der Height of Land Portage gekreuzt,
die in der Rove-Formation liegt. Pelzhandelnde Voyageure und Coureur des bois überquerten diesen Pass und reisten flussabwärts den Rainy River und Winnipeg River zum Winnipegsee, von wo aus verschiedene Handelsrouten in den kanadischen Nordwesten führten.

### Unterlauf
Unterhalb von South Fowl Lake wechselt der Pigeon River zwischen schiffbaren Abschnitten und Stromschnellen und Wasserfällen. Nahe seiner Mündung nimmt das Gefälle allmählich zu und hat seinen Höhepunkt in einer spektakulären Schlucht mit zwei bekannten Wasserfällen: High Falls, mit 37 m der höchste Wasserfall in Minnesota, sowie Middle Falls. Die Schlucht liegt sowohl innerhalb des Grand Portage State Park in Cook County in Minnesota, als auch im Pigeon River Provincial Park (9,49 km²) jenseits der Grenze im Thunder Bay District von Ontario. Der Unterlauf markiert ebenfalls die Nordgrenze der Grand Portage Indian Reservation.
Die Wasserfälle wurden zunächst von Indianern, dann auch von Pelzjägern und -händlern auf einer 9 Meilen langen Portage vom Fluss zum Ufer des Oberen Sees umgangen. Am Seeufer und dem Beginn dieser als the Grand Portage bekannten Strecke legten Pelzhandelsgesellschaften einen Stützpunkt an, der heute als Grand Portage National Monument eine Gedenkstätte ist.